# Færinestindar
Færinestindar är en bergstopp i republiken Island. Den ligger i regionen Austurland, 230 km öster om huvudstaden Reykjavík. Toppen på Færinestindar är 874 meter över havet.
Trakten runt Færinestindar är nära nog obefolkad, med mindre än två invånare per kvadratkilometer.